# 26205 Kuratowski
26205 Kuratowski (1997 LA5) là một tiểu hành tinh vành đai chính được phát hiện ngày 11 tháng 6 năm 1997 bởi P. G. Comba ở Prescott, đặt tên theo Polish nhà toán học Kazimierz Kuratowski.